# Juan de Araujo
Juan de Araujo (Villafranca de los Barros, 1646 – Sucre, 1712) è stato un compositore spagnolo esponente dello stile barocco nell'America Latina.
Nel 1670 fu nominato maestro di cappella della Cattedrale di Lima. Successivamente si recò a Panama e probabilmente in Guatemala. Di ritorno in Perù, fu ingaggiato come maestro di cappella della Cattedrale di Cuzco e nel 1680 della Cattedrale di Sucre, città in cui rimase fino alla morte.

## Opera
Nell'archivio della Cattedrale di Sucre si conserva la maggioranza delle sue composizioni note, di carattere sia sacro sia profano, per un totale di oltre 150 brani musicali, come fra gli altri "Los coflades de la estleya, negritos a la Navidad del Señor".
Araujo si distingue per l'orchestrazione policorale delle sue composizioni, per la sua tecnica contrappuntistica, per la vivacità dei suoi ritmi e per una fervida immaginazione melodica. Insieme con Domenico Zipoli, Tomás de Torrejón y Velasco, Rocco Cerruti e José de Orejón y Aparicio, è uno dei compositori più rappresentativi dell'epoca coloniale in Perù e in generale nell'America meridionale.

## Discografia
- 1966 - Salve Regina Choral Music of the Spanish New World. Angel S 36008. Roger Wagner Chorale; Roger Wagner, direttore.
- 1992 - Il Secolo d'Oro nel Nuovo Mondo. Villancicos e Oraciones del '600 Latino Americano.Symphonia SY 91S05. Ensemble Elyma; Gabriel Garrido, direttore; Studio Musica Antica "Antonio il Verso."
- 1992 - Les chemins du baroque. No. 1: De l'Altiplano a l'Amazonie: Lima - La Plata - Missions Jesuites. France, Afaa sur mesure K617, K.617025. Coro de Niños Cantores de Córdoba (Argentina), Ensemble Elyma; Gabriel Garrido, direttore.
- 1992 - Les chemins du baroque. No. 2: Vepres De l'Assomption. France, Afaa sur mesure K617, K.617026. Compañía Musical de las Américas (México), Maitrise Nationale de Versailles; Jean-Claude Malgoire, direttore.
- 1993 - Música del Periodo Colonial en América Latina. Fundación Música-Música Americana DM-MA-HA001-CD93. Canto; Egberto Bermúdez, direttore.
- 1993 - Nueva España. Close encounters in the New World, 1590-1690. Erato 2292-45977-2. The Boston Camerata; Joel Cohen, direttore. The Boston Shawm and Sackbut Ensemble, The Schola Cantorum of Boston; Frederick Jodry, direttore. Coro femminile "Les Amis de la Sagesse".
- 1994 - Les chemins du baroque. L'Or et l'Argent du Haut-Perou: L'oeuvre de Juan de Araujo (1648-1712). France, Afaa sur mesure K617, K617038. La Maitrise Boreale; Bernard Dewagtere, maestro del coro. Ensemble Elyma; Gabriel Garrido, direttore.
- 2000 - Aquí de Músicas Varias - Si Dios se Contiene y Vaya de Gira - Agrupación de Cámara Ars Viva - Córdoba Argentina - Direttore Juan Ruiz - Clavicembalo e organo Daniel Collino